# Титмар (Харцгау)
Титмар (II) (на немски: Thietmar (II); † 3 октомври 959) е граф в Харцгау и Нордтюринггау.

## Произход
Вероятно е син на граф Титмар I фон Мерзебург († 932), граф в Харцгау и Нордтюринггау. Появява се в документи с вероятния му брат Геро I († 965), маркграф на Саксонската източна марка, и зет му Кристиан фон Зеримунт († 950), граф в Швабенгау.